# Кальбсріт
Кальбсріт (нім. Kalbsrieth) — громада в Німеччині, розташована в землі Тюрингія. Входить до складу району Киффгойзер. Складова частина об'єднання громад Міттельцентрум-Артерн.
Площа — 11,94 км2. Населення становить 603 ос. (станом на 31 грудня 2021).

## Галерея

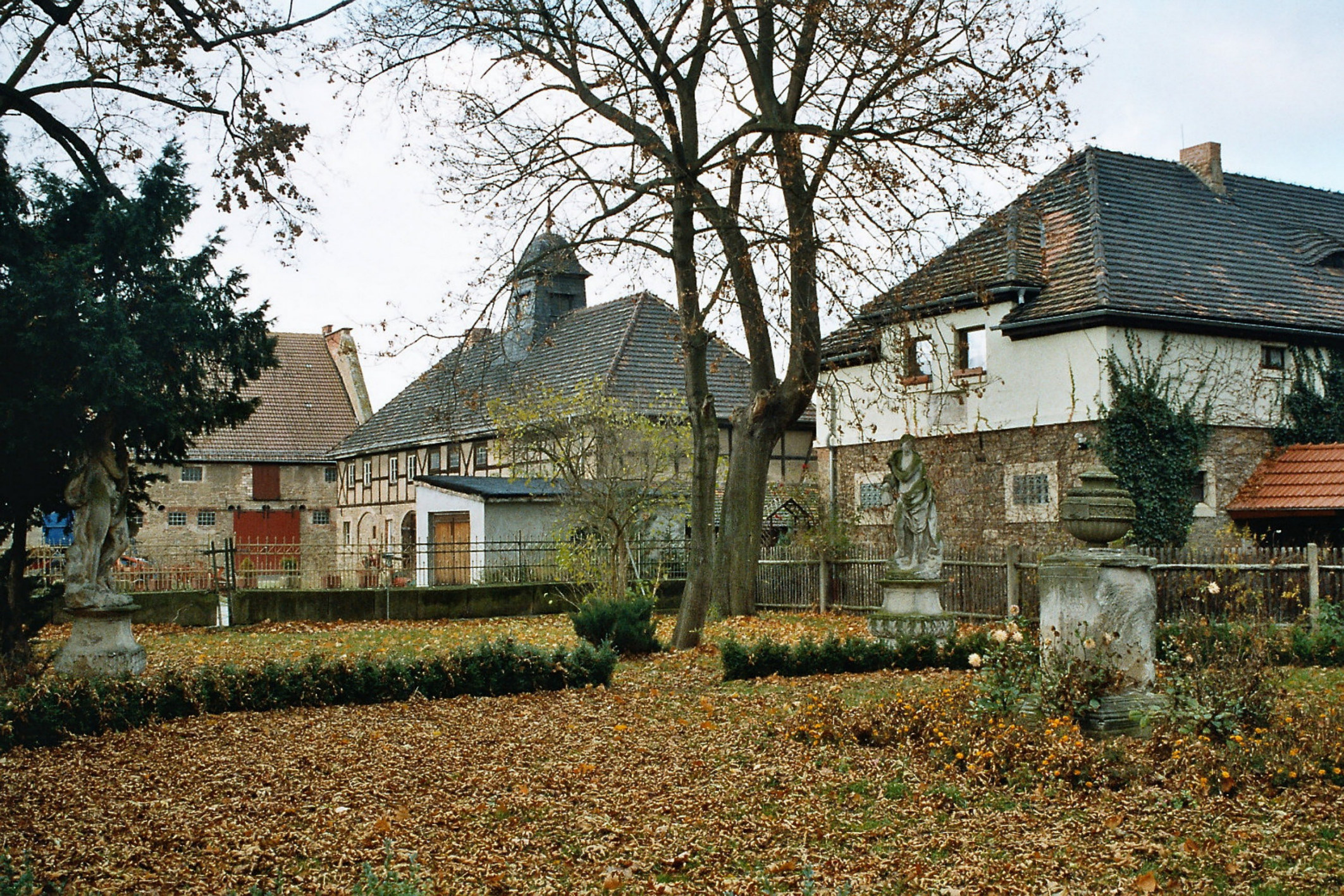
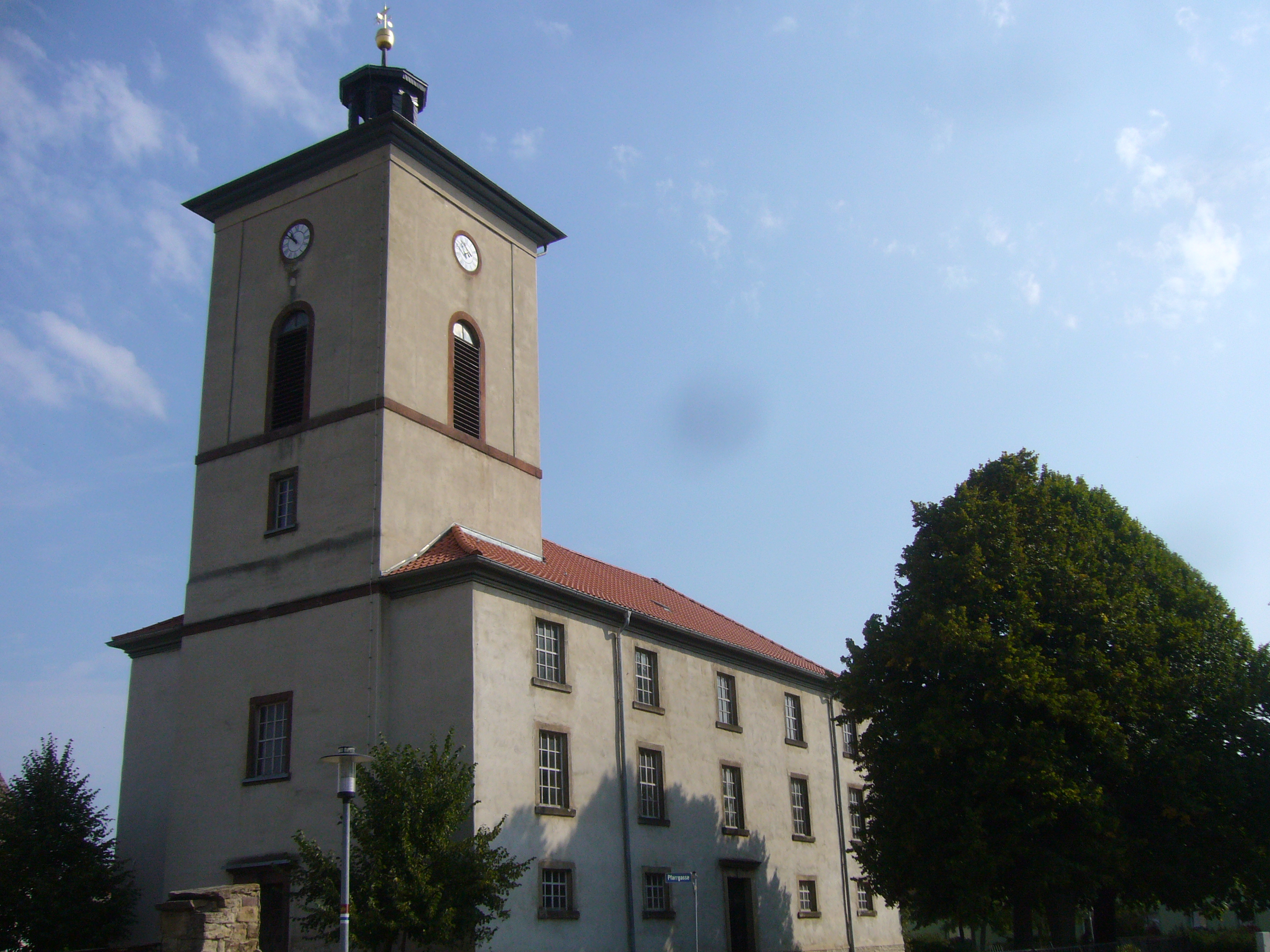